# Parauapebas
Parauapebas è un comune del Brasile nello Stato del Pará, parte della mesoregione del Sudeste Paraense e della microregione di Parauapebas.
A seguito della scoperta di una miniera di ferro negli anni settanta, si dette inizio nel 1981 al cosiddetto "Projeto Ferro Carajás" che ha portato all'apertura di una delle miniere più importanti del mondo per l'estrazione di ferro, oro e manganese. Così nella valle del fiume Parauapebas è iniziata la costruzione della città di Parauapebas, la cui fondazione ufficiale è datata 10 maggio 1988.
Il progetto iniziale prevedeva la nascita di una cittadina di 5 000 abitanti, ma già nel 1988 erano 20 000. Con un tasso di crescita che supera l'8%, la popolazione supera i 150 000 abitanti (2010). Le opportunità di lavoro create dalla fiorente industria estrattiva attraggono la popolazione di un'ampia zona circostante nella quale c'è grande povertà e scarseggiano le offerte di lavoro.